# Alunecare de teren

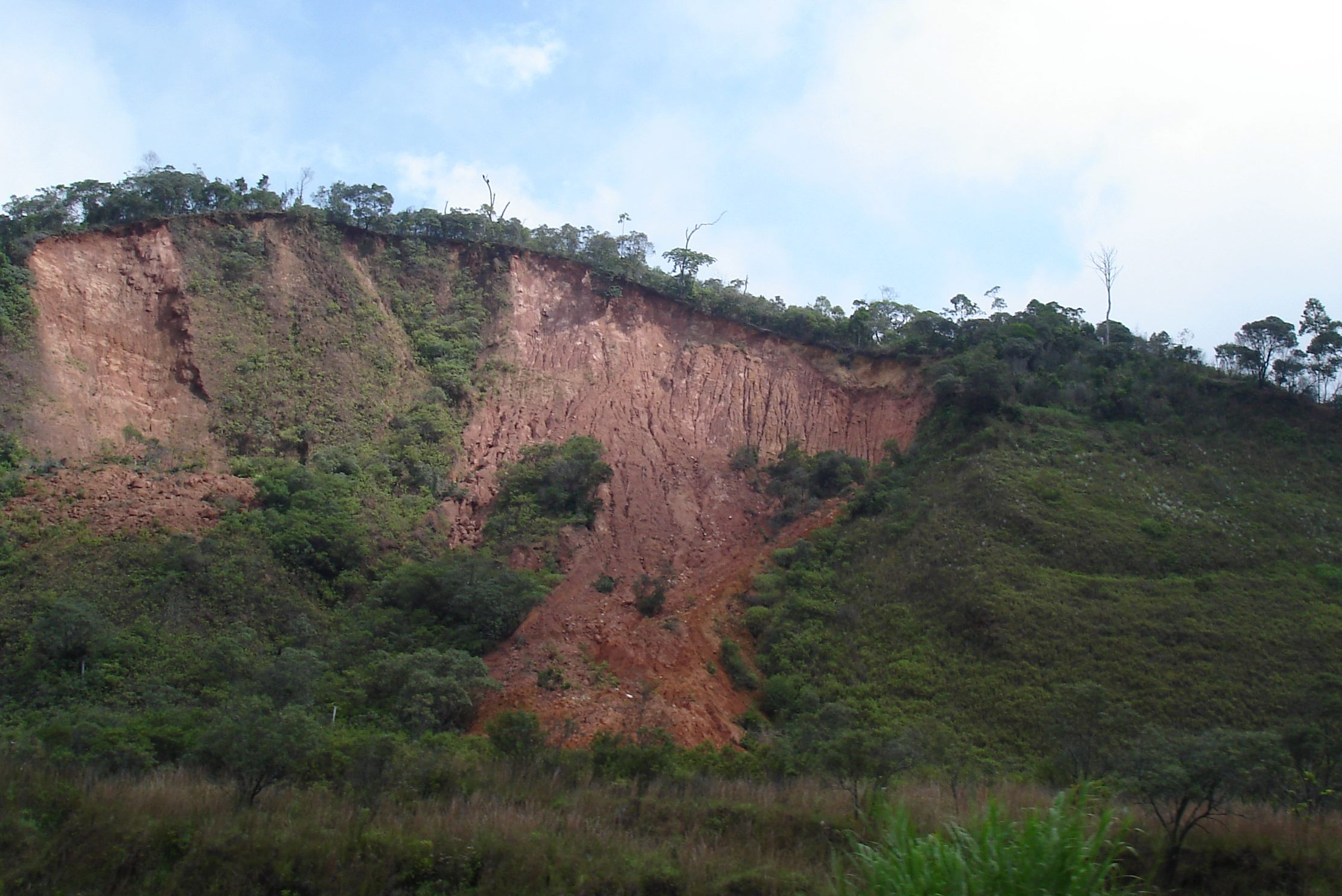
Alunecare de teren pe șoseaua Karakorum care leagă China de Pakistan

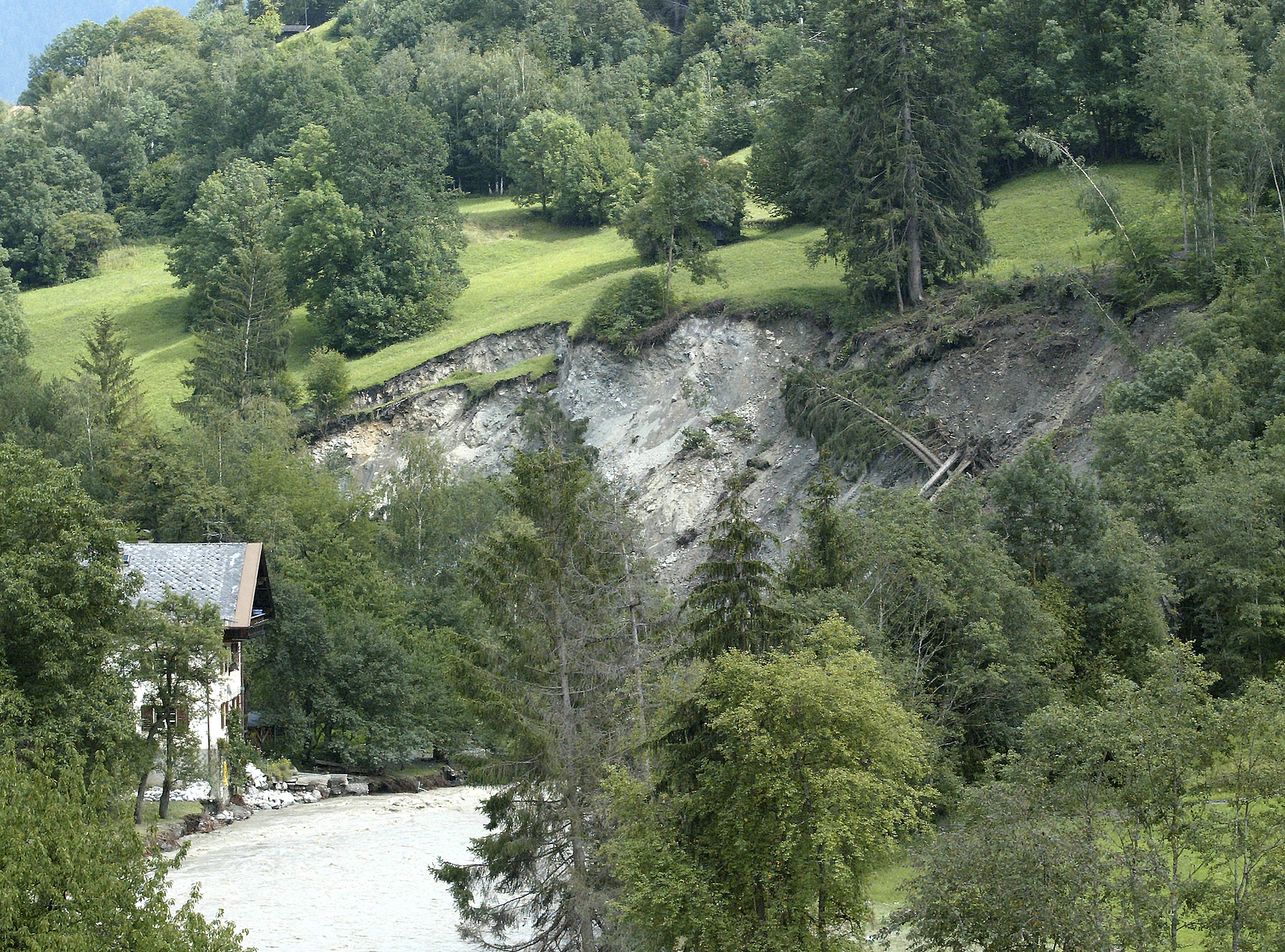
Alunecare de teren pe valea râului Sanna în Austria, provocată de inundațiile din 2005

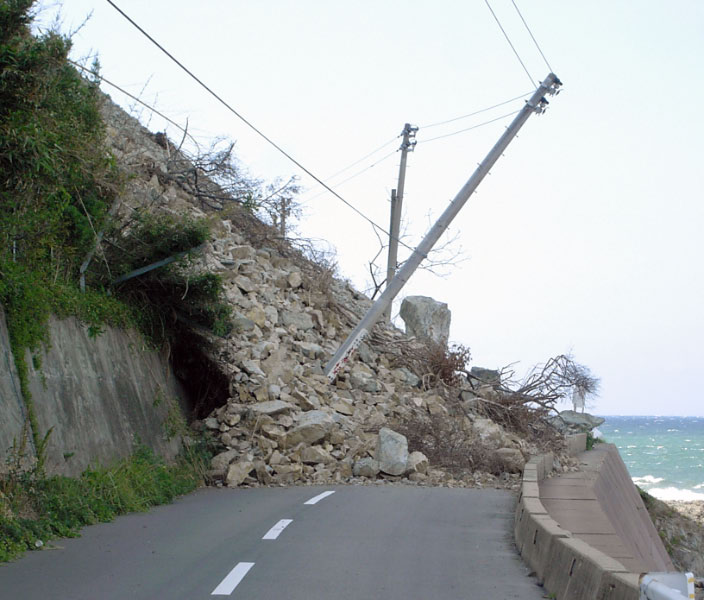
Alunecare de teren la Shikanoshima, Japonia, provocată de cutremurul Fukoaka

Alunecările de teren sunt o categorie de fenomene naturale de risc, ce definesc procesul de deplasare naturală a maselor de roci pe o suprafață înclinată,cu participarea apei, sub acțiunea variațiilor bruște ale forței de gravitație. 
Procesul de alunecare include trei faze:
- faza pregătitoare, de alunecare lentă, incipientă (procese anteprag);
- alunecarea propriu‑zisă (trecerea peste pragul geomorfologic);
- stabilizarea naturală (echilibrarea, procese postprag)

În cazul unor procese clasice, tipice, forma de relief se definește prin: 
- râpa de desprindere,
- corpul alunecării,
- fruntea alunecării
- suprafața de alunecare

Alunecările de teren se pot forma din cauza:
- defrișării pădurilor(copacii fixează solul și previn apariția unor astfel de incidente)
- cutremurelor
- ploilor abundente dintr-o anumită zonă(pământul se înmoaie și se desprinde de versanți)

## Bibliografie

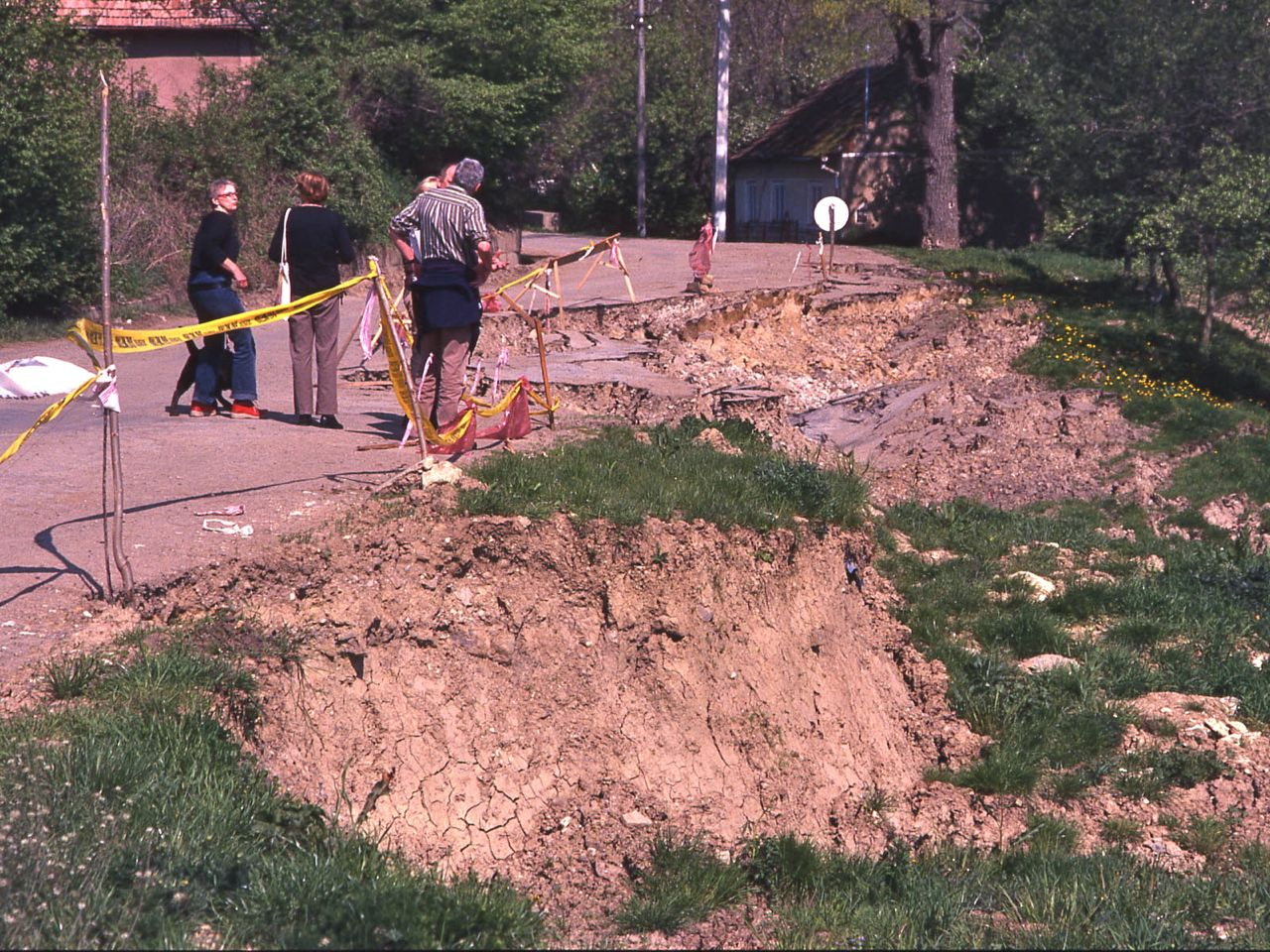
Instabilitatea solului în Hodod, Satu-Mare, România.
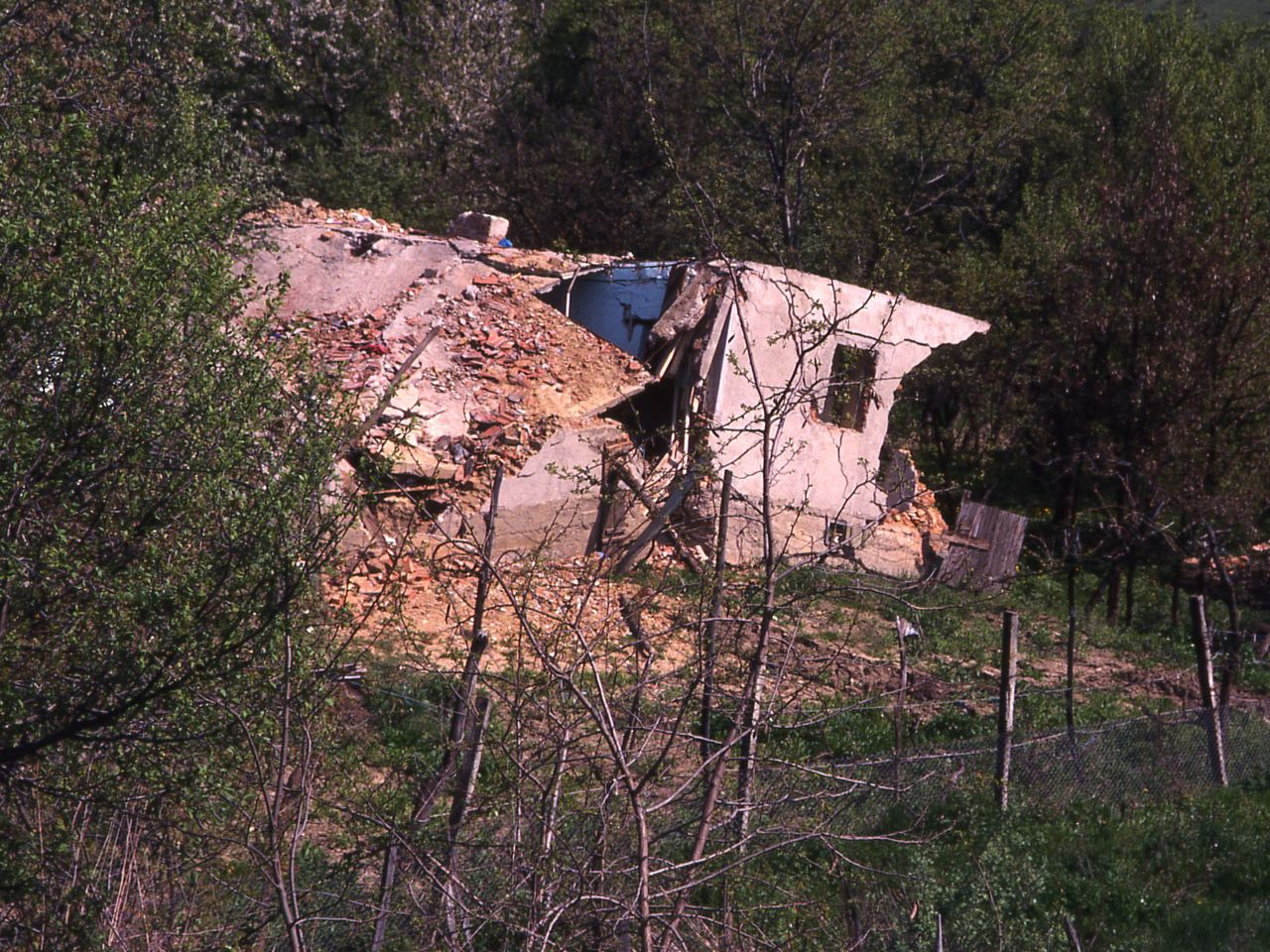
Instabilitatea solului în Hodod, Satu-Mare, România
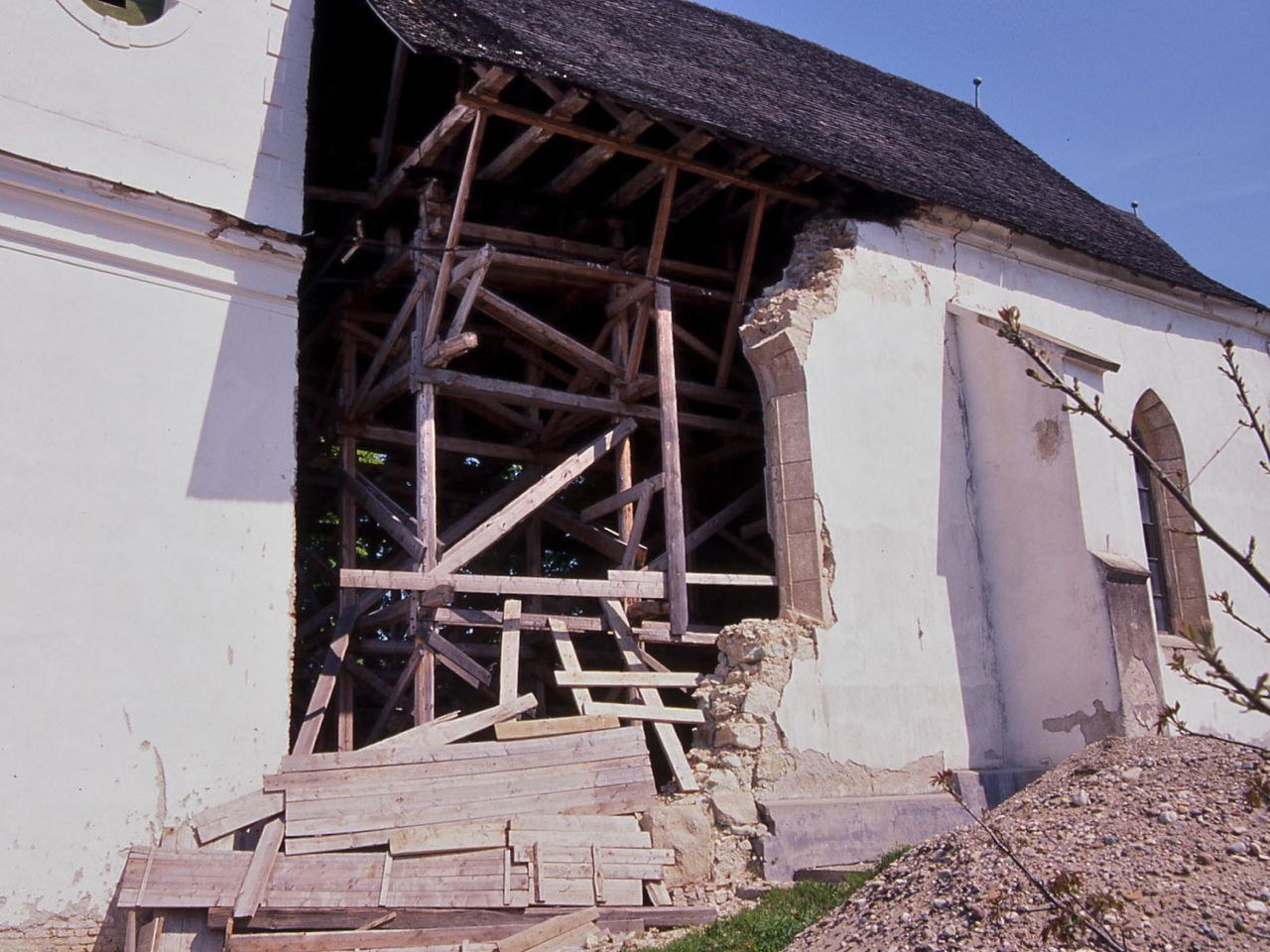
Instabilitatea solului în Hodod, Satu-Mare, România